# Juan Sebastián Lach
Juan Sebastián Lach (n. México D.F.; 3 de octubre de 1970) es un músico y compositor mexicano.

## Datos biográficos
Comenzó sus estudios de piano en 1981 y recibió la licenciatura en matemáticas en la UNAM (1989-1992). Continuó su formación musical en el Centro de Investigaciones y Estudios Musicales CIEM (1992-96), y en clases con Juan Trigos, Víctor Rasgado e Ignacio Baca Lobera, y posteriormente con Clarence Barlow y Gilius van Bergeijk en el Conservatorio Real de La Haya (2000-2004), donde cursó las maestrías en composición musical y sonología, ingresando después al programa de doctorado DocArtes, del Instituto Orpheus de Gante, Bélgica, en colaboración con la Universidad de Leiden, Holanda.
Fue teclista del grupo de jazz experimental Los Psicotrópicos (1986-92) y del grupo de rock Santa Sabina (1991-2001), con los cuales grabó y produjo seis discos compactos e hizo giras por México y Estados Unidos.
Su obra como compositor ha sido interpretada en el Foro de Música Nueva “Manuel Enríquez”, en la Ciudad de México, así como en el Goethe Institut de Cracovia, Polonia, y en las ciudades de Barcelona, La Haya y Ámsterdam.